# Pirotekhnímata
Pirotekhnímata (en griego Πυροτεχνήματα, «Fuegos artificiales») es una canción grabada por la artista griega Helena Paparizou y el tercer sencillo extraído de su álbum Vrisko to logo na zo.

## Información sobre la canción
La fue lanzada como sencillo el 22 de diciembre, el día que se publicó la nueva versión del disco: Vrisko to logo na zo: Deluxe Edition. La canción fue escrita por Giannis Doksas y producida por Giorgos Sampanis. 
Es una canción que muchos críticos griegos han marcado con un estilo dance/chill out.
El ritmo va marcado por una base de tonos bajos, repetitiva durante la canción, con el beat dance y con sonidos de sintetizador, sobre todo en el estribillo, de estilo chill out.
El 22 de diciembre se publicó el videoclip de la canción donde sonaba una nueva versión de la misma. Esta nueva versión fue realizada por Dj Hook, y se le añadía un nuevo sonido base, más dance para hacerla más bailable con el motivo de que sonara en pubs y discotecas.

## Videoclip
El videoclip fue grabado en el club Iera Odos de Atenas. En el videoclip aparece Helena delante de una gran pantalla de video, en momentos aparece con un hombre y lo que es el videoclip transcurre en el mismo lugar. Tiene un propio ambiente de discoteca puesto que se ven las luces de colores de la pantalla, de fondo, humo y un flash constante.